# Philip Gourevitch
Philip Gourevitch (nascut en 1961) és un autor i periodista estatunidenc del The New Yorker i antic editor de The Paris Review. El seu llibre més recent és The Ballad of Abu Ghraib (2008), un relat de la presó iraquiana d'Abu Ghraib sota l'ocupació estatunidenca. És àmpliament conegut pel seu primer llibre, We Wish to Inform You That Tomorrow We Will Be Killed with Our Families (Desitgem informar-vos que demà serem assassinats amb les nostres famílies) (1998), qui explica la història de la genocidi de Ruanda de 1994.

## Antecedents i educació
Gurevich va néixer a Filadèlfia (Pennsilvània), fill de la pintora Jacqueline Gourevitch i del professor de filosofia Victor Gourevitch, traductor de Jean-Jacques Rousseau. Ell i el seu germà Marc, metge, va passar la major part de la seva infància a Middletown (Connecticut), on el seu pare ensenyava a la Universitat de Wesleyan de 1967 a 1995. Gourevitch va graduar al Choate Rosemary Hall de Wallingford (Connecticut).
Gourevitch va saber que volia ser escriptor quan anava a la universitat. Va assistir a la Universitat de Cornell. Va prendre un descans durant tres anys per concentrar-se plenament en l'escriptura. Es va graduar el 1986. El 1992 va obtenir un M`sdyrt de Belles Arts en ficció del Programa d'Escriptura a la Universitat de Colúmbia. Gourevitch va publicar algunes narracions breus en revistes literàries, abans de passar a la no-ficció.

## Carrera

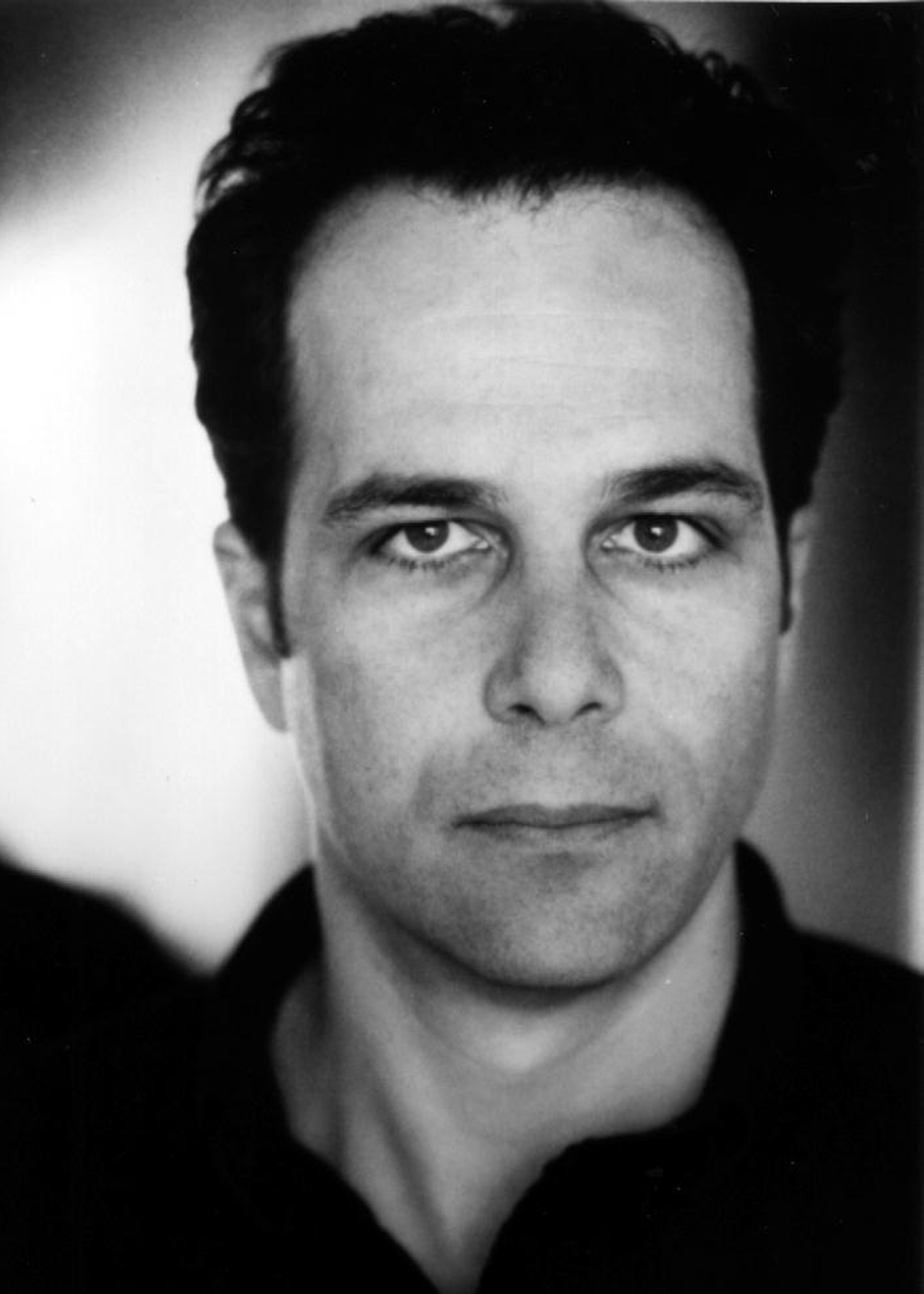
Philip Gourevitch

### Nova York
Gourevitch va treballar per The Forward de 1991 a 1993, primer com a cap d'oficina a Nova York i després com a editor cultural. Ho va deixar per seguir una carrera com a escriptor freelance, publicant articles en nombroses revistes com Granta, Harper's, The New York Times Magazine, Outside, i The New York Review of Books, després es va unir a The New Yorker. També ha escrit per a moltes altres revistes i periòdics i ha estat a la junta de jutges que concedeixen el premi PEN / Newman's Own de lliure expressió.

### Ruanda
Gourevitch es va interessar per Ruanda el 1994, ja que seguia informes de notícies sobre el genocidi. Frustrat per la seva incapacitat per comprendre els esdeveniments de lluny, va començar a visitar Ruanda el 1995 i durant els propers dos anys va fer nou viatges al país i als països veïns (Zaire/Congo, Burundi, Uganda, Tanzània) per informat sobre el genocidi i les seves conseqüències.
El seu llibre We Wish to Inform You That Tomorrow We Will Be Killed with Our Families fou publicat en 1998, i va guanyuar el Premi del Cercle de Crítics Nacional del Llibre, el George Polk Book Award, el premi del llibre de Los Angeles Times, el premi Cornelius Ryan de l'Overseas Press Club, el Premi Helen Bernstein de la Biblioteca Pública de Nova York, el Premi Martha Albrand per Primera No Ficció del PEN American Center, i a Anglaterra, Premi First Book de The Guardian. L'africanista René Lemarchand va afirmar, que la història de Ruanda sigui totalment coneguda avui dia als Estats Units es deu molt a l'obra de Philip Gourevitch i Alison Des Forges. Ha estat descrit pel diari britànic The Observer com "el principal escriptor mundial sobre Ruanda".

### Periodisme de campanya
En una segona edició, publicada el 2001, titulada "A Cold Case", tracta d'un doble homicidi a Manhattan que va quedar sense resoldre durant 30 anys. El 2004, Gourevich va ser assignat per cobrir les Eleccions presidencials dels Estats Units de 2004 per "The New Yorker".

### The Paris Review
Va ser nomenat editor de The Paris Review el març de 2005 i va ocupar aquesta posició fins a març de 2010. També és redactor de The Paris Review Interviews, Volumes I-IV. El primer volum, pel qual va escriure la introducció, es va publicar el 2006.

## Honors
El treball de Gourevitch ha rebut nombrosos premis, inclòs el Premi del Cercle de Crítics Nacional del Llibre, el George Polk Book Award, el Los Angeles Times Book Award, el premi Cornelius Ryan de l'Overseas Press Club, el Premi Helen Bernstein de la Biblioteca Pública de Nova York, i a Anglanterra, The Guardian First Book Award. El 2017, va rebre una beca Creative Nonfiction Whiting per completar el seu llibre You Hide That You Hate Me And I Hide That I Know. Els seus llibers han estat traduïts a 10 idiomes.

## Personal
Gourevitch està casat amb l'escriptora de The New Yorker Larissa MacFarquhar. Viu a la ciutat de Nova York.

### Llibres
- Gourevitch, Philip. We wish to inform you that tomorrow we will be killed with our families : stories from Rwanda.  Farrar, Straus and Giroux, 1998.
- Gourevitch, Philip; Errol Morris Standard Operating Procedure.  Penguin Press, 2008.[6]

### Assaig i informes
- Gourevitch, Philip «Higher powers». The New Yorker, 88, 36, 19-11-2012, pàg. 32 [Consulta: 24 desembre 2014].
- Gourevitch, Philip «Bear». The New Yorker, 88, 38, 03-12-2012, pàg. 92–93 [Consulta: 24 desembre 2014].
- Gourevitch, Philip «Nelson Mandela». The New Yorker, 89, 41, 16-12-2013, pàg. 23-24.
- Gourevitch, Philip «Remembering in Rwanda». The New Yorker, 90, 9, 21-04-2014, pàg. 31–32.
- — (8 de gener de 2015). "The Pen Vs. the Gun". The New Yorker.
- Gourevitch, Philip «Search and Rescue». The New Yorker, 91, 11, 04-05-2015, pàg. 17–18 [Consulta: 29 juny 2015].